# Dor Mărunt
Dor Mărunt é uma comuna romena localizada no distrito de Călăraşi, na região de Muntênia. A comuna possui uma área de 156.00 km² e sua população era de 6926 habitantes segundo o censo de 2007.